# Менкіня (гміна)
Гміна М'єнкіня (пол. Gmina Miękinia) — місько-сільська гміна у південно-західній Польщі. Належить до Шредського повіту Нижньосілезького воєводства.
Станом на 31 грудня 2011 у гміні проживало 13514 осіб.

## Площа
Згідно з даними за 2007 рік площа гміни становила 179.24 км², у тому числі:
- орні землі: 70.00%
- ліси: 18.00%

Таким чином, площа гміни становить 25.47% площі повіту.

## Населення
Станом на 31 грудня 2011:
| Опис     | Загалом | Загалом | Чоловіки | Чоловіки | Жінки | Жінки |
| -------- | ------- | ------- | -------- | -------- | ----- | ----- |
| одиниця  | осіб    | %       | осіб     | %        | осіб  | %     |
| все      | 13514   | 100     | 6683     | 49.45    | 6831  | 50.55 |
| міське   | 0       | 100     | 0        |          | 0     |       |
| сільське | 13514   | 100     | 6683     | 49.45    | 6831  | 50.55 |

## Сусідні гміни
Гміна М'єнкіня межує з такими гмінами: Бжеґ-Дольни, Конти-Вроцлавські, Костомлоти, Оборники-Шльонські, Шрода-Шльонська.